# 346 км (блокпост)
346 км — блокпост (до 2017 року — обгінний пункт 347 км) Лиманської дирекції Донецької залізниці на неелектрифікованій лінії Комиш-Зоря — Волноваха між зупинними пунктами 349 км (2 км) та 340 км (7 км). Розташований поблизу сіл Терновим та Руденка Пологівського району Запорізької області.

## Історія
Відкритий у 1932 році як роз'їзд 347 км. У 1971 році переведений до категорії обгінний пункт. З 2017 року — блокпост зі зміною назви на сучасну.

## Пасажирське сполучення
До російського вторгнення в Україну (з 2022) на Платформі 346 км зупинялися приміські поїзди сполученням Комиш-Зоря — Волноваха.